# Evropská spolupráce ve vědeckém a technologickém výzkumu
Evropská spolupráce ve vědeckém a technologickém výzkumu (European Cooperation in Science and Technology, COST) je organizace financovaná Evropskou unií, jež umožňuje vědcům a inovátorům nejen z Evropy koordinovat společné výzkumy, tzv. COST Actions. COST slouží jako platforma pro spolupráci a propojování široké škály vědců se stejnými oblastmi zájmu, tyto výzkumy však nejsou přímo financované EU. COST má za cíl především spojovat a umožňovat tak sdílení informací či zapojení mladých vědců. Evropská spolupráce ve vědeckém a technologickém výzkumu byla založena v roce 1971 a v současné době[kdy?] má 38 členských států a 1 partnerský stát. 

## Historie
COST vznikl, aby usnadnil vědecko-politické propojení mezi USA a Evropou, jež scházelo v 60. letech 20. století. Tato organizace byla založena na konferenci ministrů ve Vídni, která se konala 22. a 23. listopadu 1971. Zde byly uzavřeny první mezivládní dohody. COST je nejdéle působící evropskou organizací v oblasti výzkumu, funguje již téměř 50 let. Česká a Slovenská Federativní Republika se stala členem v roce 1991, Česká republika pak v roce 1993. Členy programu COST jsou jednotlivé státy a ne samostatné instituce.V současné době je velmi aktuální vývoj po případném brexitu bez dohody, který by značně zkomplikoval prohlubování spolupráce na vědecké úrovni. Vláda Velké Británie se zavázala k financování na rok 2020 v programu Horizont, jak řekl ředitel COST ředitel Ronald de Bruin. To zahrnuje například krátkodobé schůzky, školení a další zahraniční činnosti.

### Cíle
COST v současné době zapojuje okolo 45 000 výzkumníků a inovátorů. Celkově se v průběhu let do COST zapojilo téměř půl milionu vědců.
Aby COST zůstal hlavním nástrojem pro vytváření internetových sítí v Evropském výzkumném prostoru (European Research Area, ERA), definoval tři priority, které by měly být zahrnuty ve zbylé části programu Horizon 2020 (historicky největší program Evropské unie pro výzkum a inovace s téměř 80 miliardami k dispozici během let 2014-2020) a také v programu FP9 (program plánovaný na dalších 7 let mezi lety 2021-2027):
- Podpora a šíření excelence
- Podpora interdisciplinárního výzkumu pro průlomovou vědu
- Posílení a udržení mladých výzkumných pracovníků a inovátorů

Zájemci o účast na akci COST předkládají své návrhy celoročně v jednokolovém řízení online přes eCOST. V dubnu a v září jsou tyto návrhy shromažďovány a vyhodnocovány, přičemž průměrná roční podpora jednoho projektu činí přibližně 130 tisíc eur. V České republice se o administraci veřejné soutěže stará Odbor strategických programů a projektů Ministerstva školství, mládeže a tělovýchovy. Projekty COST, které veřejnou soutěží projdou, pak mohou být financovány ze státního rozpočtu.

### Příklady COST Actions

#### Obnovitelná energie a kvalita krajiny
Tento program vyšetřuje vzájemné vztahy mezi produkcí obnovitelné energie a kvalitou krajiny a také roli účasti veřejnosti při přijímání systémů obnovitelné energie. Hlavním cílem je rozvíjet lepší povědomí o tom, jak může být ochrana a správa krajiny sladěná se zaváděním obnovitelné energie, aby výsledně socio-environmentálně přispěla k udržitelné transformaci energetických systémů.

#### Genderové a zdravotní dopady politik prodlužujících pracovní život v západních zemích
Cílem tohoto programu je rozvíjet vědecké znalosti o genderových dopadech prodlouženého pracovního života na zdraví a ekonomický blahobyt starších pracujících v Evropě a také podporovat budoucí informovanou politiku, v níž budou výslovně zohledněny rozdílné pracovní potřeby mužů a žen.

#### Propojování podzemní biodiverzity a funkce ekosystému v lesích Evropy
Tento program má za cíl vytvořit fórum, v němž by se syntetizovalo aktuální povědomí a porozumění funkční podzemní biodiverzitě v evropských lesích. Taktéž by byla její role sdělována ve formě vhodné pro modeláře lesů (modelování lesů v současné době postrádá koordinovanou činnost a není prováděno s ohledem na různé podmínky v lesích, jako například rozdílné ekosystémy, rozdíly ve složení půdy, nebo její rozdílné chemické vlastnosti), pro tvůrce politik a pro koncové uživatele.

### Orgány COST
Asociace COST je podle belgického práva mezinárodní neziskové sdružení se sídlem v Bruselu. Jejím výkonným orgánem je Výbor vyšších úředníku (CSO) při Valném shromáždění oficiálních členů. Výboru předsedá prezident asociace COST, v současnosti je jím Portugalec prof. Paulo Ferrão. Dalším právním orgánem je Výkonná rada (EB), která připravuje všechna rozhodnutí, jež mají být přijata valným shromážděním, a dohlíží na činnost správy COST. V čele rady stojí ředitel COST, v současnosti Belgičan dr. Ronald de Bruin.

### Členské státy
Členské státy COST jsou státy evropské, v současnosti jich je 38:

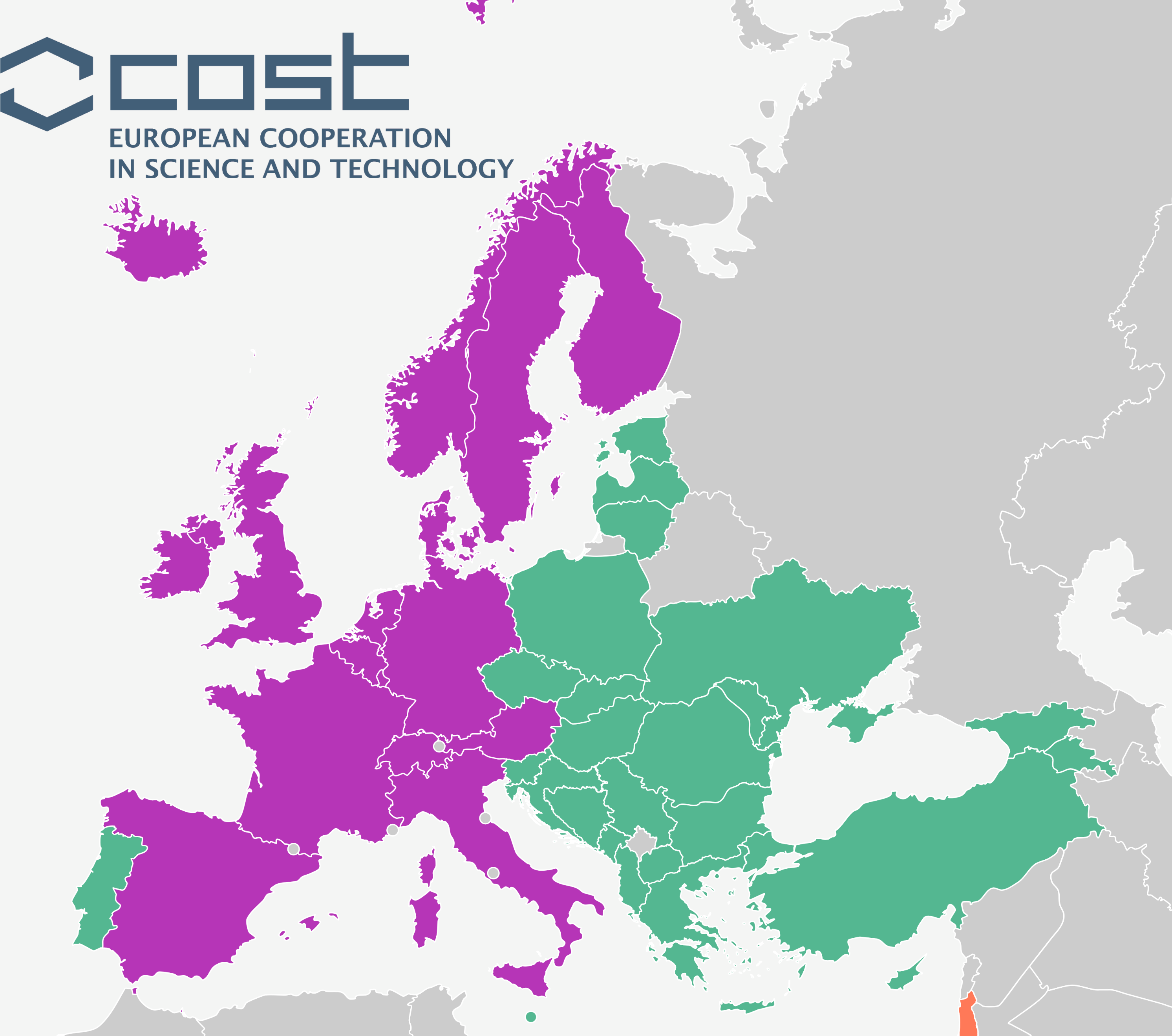

Albánie, Belgie, Bosna a Hercegovina, Bulharsko, Černá Hora, Česká republika, Dánsko, Estonsko, Finsko, Francie, Chorvatsko, Irsko, Island, Itálie, Kypr, Litva, Lotyšsko, Lucembursko, Maďarsko, Malta, Moldavská republika, Německo, Nizozemsko, Norsko, Polsko, Portugalsko, Rakousko, Rumunsko, Řecko, Severní Makedonie, Slovensko, Slovinsko, Spojené království, Srbsko, Španělsko, Švédsko, Švýcarsko, Turecko.
Tyto státy jsou oficiálními členy COST a prostřednictvím svých zástupců ve Výboru vyšších úředníků (Committee of Senior Officials) na Valném shromáždění asociace celé COST spravují a řídí.
Speciální postavení má Stát Izrael jako „spolupracující člen“ a také JAR jako „partnerský člen“.
Organizace COST vybízí ke spolupráci a účasti na všech svých programech i tzv. Blízké sousední země (Near Neighbour Countries) a Mezinárodní partnerské země (International Partner Countries), které nejsou oficiálními členy. Mezi Blízké sousední země patří: Alžírsko, Arménie, Ázerbájdžán, Bělorusko, Egypt, Gruzie, Jordánsko, Libanon, Libye, Maroko, Rusko, Sýrie, Tunisko a Ukrajina (mezi tyto státy se řadí i Kosovo a Palestina, které ovšem nejsou všemi členy uznávány). Tyto země sice nemají hlasovací práva v řídících výborech, ale jejich vědečtí pracovníci se mohou účastnit všech programů COST. Mezinárodní partnerské země jsou zbylé nesousední země, které nejsou uvedené výše v seznamu (jedná se tedy o spolupráci v celosvětovém měřítku). Po schválení jejich členství ve výborech COST zastávají pozici pozorovatelů bez hlasovací práva. Vědečtí pracovníci, kteří jsou napojeni na instituce těchto států a jsou členy COST, navíc nemají právo na finanční úhradu.